# Pelarspovirus
Genre
Espèces de rang inférieur
- espèce-type : Pelargonium line pattern virus

Pelarspovirus est  un genre de virus de la famille des Tombusviridae, sous-famille des  Procedovirinae, qui comprend six espèces acceptées par l'ICTV, dont l'espèce-type, Pelargonium line pattern virus (virus des lignes en arabesque du Pelargonium). 
Ce sont des virus à ARN linéaire, à simple brin de polarité positive, classés dans le groupe IV de la classification Baltimore.
Ces virus infectent les plantes (phytovirus).
Le génome est monopartite. 
Les virions, non enveloppés, sont constitués d'une capside sphérique à symérie icosaédrique.
Ils infectent une vaste gamme de plantes-hôtes, appartenant aux monocotylédones et dicotylédones.

## Étymologie
Le nom générique, «  Pelarspovirus », est une combinaison dérivée du nom du PelRSV, Pelargonium ringspot virus, espèce rattachée à ce genre qui fut la première à être nommée et décrite.

## Structure
Les virions sont des particules non-enveloppées, de forme sphérique, de 28 à 34 nm de diamètre. La capside à symétrie icosaédrique de type T=3, est composée de 30 capsomères hexamériques (le virion est constitué de 180 sous-unités protéiques).

## Génome
Le génome, monopartite, est constitué d'une molécule d'ARN linéaire à simple brin de sens positif, de 3,9 kb.

## Transmission
Aucun vecteur biologique n'est connu pour aucune des espèces du genre et la transmission se produit principalement par le biais du matériel de propagation (multiplication végétative).
Toutes les espèces du genre, à l'exception du RrLDV,  peuvent être facilement transmises par inoculation mécanique de sève à des hôtes expérimentaux communs tels que Chenopodium quinoa, Nicotiana benthamiana ou Nicotiana clevelandii.

## Liste des espèces et non-classés
Selon NCBI (8 février 2021) :
- Clematis chlorotic mottle virus (CCMV)
- Elderberry latent virus (ELV)
- Pelargonium chlorotic ring pattern virus (PCRPV)
- Pelargonium line pattern virus (PLPV)
- Pelargonium ringspot virus (PRV)
- Rosa rugosa leaf distortion virus (RrLDV)
- non-classés
  - Jasmine mosaic-associated virus 2
  - Jasmine virus H